# Darfur

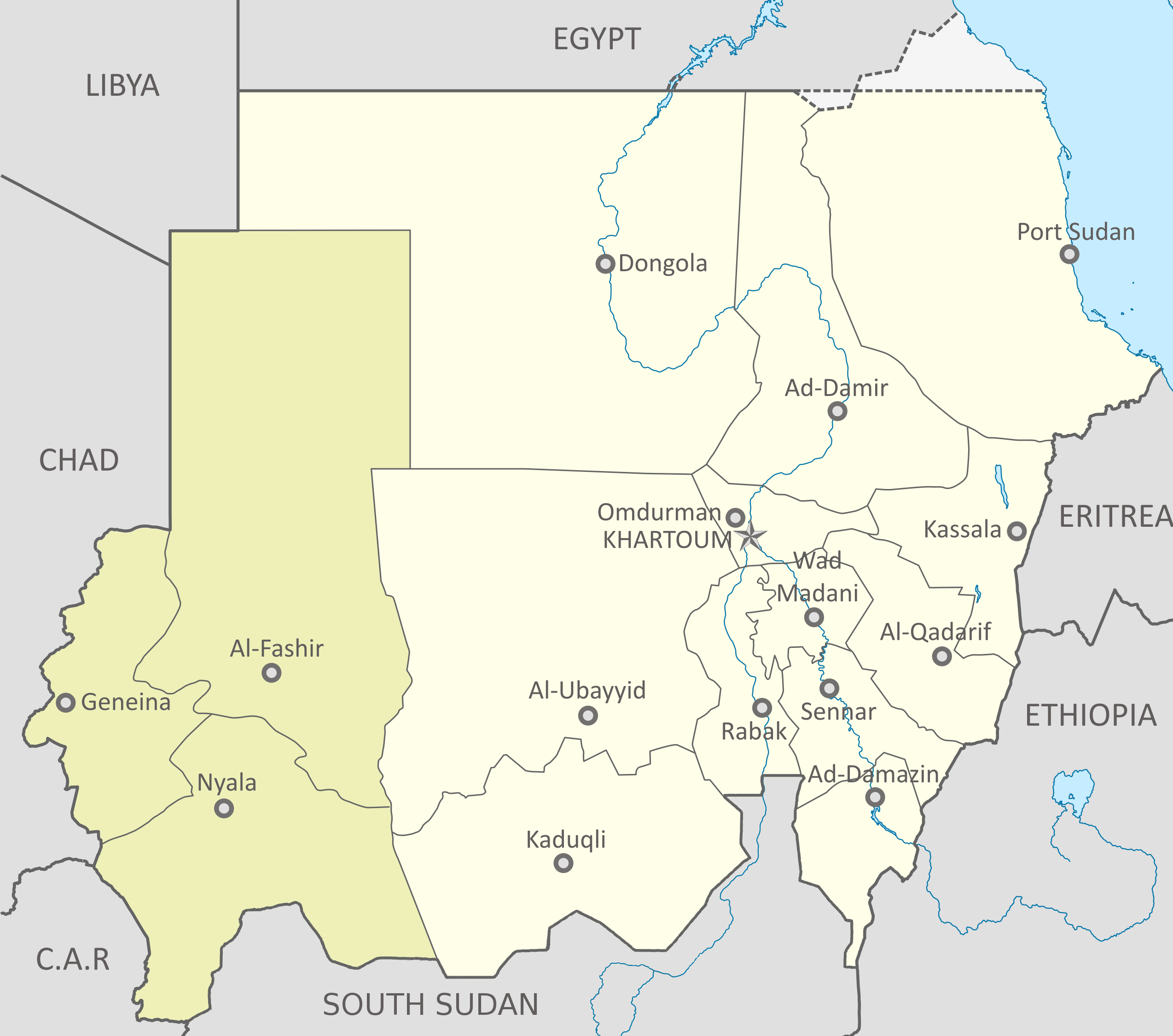
Karta över Darfur.

Darfur (arabiska:دار فور, dār fūr) är en region i västra Sudan. Namnet betyder furernas land. Darfur gränsar mot Libyen i nordväst, Tchad i väster, Centralafrikanska republiken i sydväst och Sydsudan i söder. Regionen är indelad i delstaterna Shamal Darfur (Norra Darfur), Gharb Darfur (Västra Darfur) och Janub Darfur (Södra Darfur). De största städerna i regionen är Nyala och Al-Fashir. Befolkningen uppgick till 7 515 445 invånare vid folkräkningen 2008, på en yta av 503 180 kvadratkilometer.